# Llista de municipis del districte de Veľký Krtíš
Llista de tots els municipis del districte de Veľký Krtíš de la regió de Banská Bystrica.
Informació actualitzada per un bot. Els canvis manuals es perdran quan s'actualitzi!
| Escut | Municipi                 | Població | Superfície km² | Densitat | Altitud | Codi postal                        | Codi territorial | Dades a Wikidata              |
| ----- | ------------------------ | -------- | -------------- | -------- | ------- | ---------------------------------- | ---------------- | ----------------------------- |
|       | Balog nad Ipľom          | 774      | 8,4            | 92,69    | 135     | 991 11                             | SK032A515868     | Modifica les dades a Wikidata |
|       | Brusník                  | 107      | 7,8            | 13,79    | 235     | 991 01 (pošta Senné)               | SK032A515884     | Modifica les dades a Wikidata |
|       | Bušince                  | 1.365    | 12,5           | 109,2    | 162     | 991 22                             | SK032A515892     | Modifica les dades a Wikidata |
|       | Bátorová                 | 328      | 5,9            | 55,19    | 159     | 991 26 (pošta Nenince)             | SK032A515876     | Modifica les dades a Wikidata |
|       | Chrastince               | 201      | 4              | 50,28    | 146     | 991 08 (pošta Lesenice)            | SK032A516058     | Modifica les dades a Wikidata |
|       | Chrťany                  | 120      | 9,2            | 13,06    | 222     | 991 21 (pošta Závada)              | SK032A516066     | Modifica les dades a Wikidata |
|       | Dačov Lom                | 398      | 24,5           | 16,23    | 605     | 991 35                             | SK032A515949     | Modifica les dades a Wikidata |
|       | Dolinka                  | 446      | 7,3            | 61,11    | 186     | 991 28 (pošta Vinica)              | SK032A515957     | Modifica les dades a Wikidata |
|       | Dolná Strehová           | 1.007    | 21,1           | 47,66    | 239     | 991 02                             | SK032A515965     | Modifica les dades a Wikidata |
|       | Dolné Plachtince         | 596      | 9,9            | 60,34    | 203     | 991 24                             | SK032A515973     | Modifica les dades a Wikidata |
|       | Dolné Strháre            | 201      | 17,7           | 11,35    | 240     | 991 03 (pošta Pôtor)               | SK032A515981     | Modifica les dades a Wikidata |
|       | Glabušovce               | 121      | 4,5            | 26,84    | 170     | 991 22 (pošta Bušince)             | SK032A516007     | Modifica les dades a Wikidata |
|       | Horná Strehová           | 144      | 7,8            | 18,44    | 205     | 991 02 (pošta Dolná Strehová)      | SK032A516015     | Modifica les dades a Wikidata |
|       | Horné Plachtince         | 209      | 10,5           | 19,84    | 243     | 991 24 (pošta Dolné Plachtince)    | SK032A516023     | Modifica les dades a Wikidata |
|       | Horné Strháre            | 253      | 12,8           | 19,79    | 244     | 991 03 (pošta Pôtor)               | SK032A516031     | Modifica les dades a Wikidata |
|       | Hrušov                   | 812      | 23,3           | 34,84    | 349     | 991 42                             | SK032A516040     | Modifica les dades a Wikidata |
|       | Ipeľské Predmostie       | 547      | 13,8           | 39,54    | 133     | 991 10 (pošta Veľká Ves nad Ipľom) | SK032A516074     | Modifica les dades a Wikidata |
|       | Kamenné Kosihy           | 359      | 5              | 71,5     | 197     | 991 27                             | SK032A516082     | Modifica les dades a Wikidata |
|       | Kiarov                   | 255      | 9              | 28,33    | 182     | 991 06 (pošta Želovce)             | SK032A516091     | Modifica les dades a Wikidata |
|       | Kleňany                  | 262      | 7,2            | 36,32    | 216     | 991 10 (pošta Veľká Ves nad Ipľom) | SK032A516104     | Modifica les dades a Wikidata |
|       | Koláre                   | 240      | 5,3            | 45,19    | 145     | 991 09 (pošta Veľká Čalomija)      | SK032A516112     | Modifica les dades a Wikidata |
|       | Kosihovce                | 561      | 20,7           | 27,12    | 269     | 991 25 (pošta Čebovce)             | SK032A516121     | Modifica les dades a Wikidata |
|       | Kosihy nad Ipľom         | 367      | 6,8            | 53,77    | 138     | 991 11 (pošta Balog nad Ipľom)     | SK032A516139     | Modifica les dades a Wikidata |
|       | Kováčovce                | 300      | 11,6           | 25,81    | 150     | 991 06 (pošta Želovce)             | SK032A516147     | Modifica les dades a Wikidata |
|       | Lesenice                 | 485      | 7,4            | 65,65    | 169     | 991 08                             | SK032A516155     | Modifica les dades a Wikidata |
|       | Malá Čalomija            | 194      | 6,4            | 30,25    | 151     | 991 08 (pošta Lesenice)            | SK032A516171     | Modifica les dades a Wikidata |
|       | Malé Straciny            | 149      | 6,8            | 21,78    | 208     | 990 01 (pošta Veľký Krtíš)         | SK032A558206     | Modifica les dades a Wikidata |
|       | Malé Zlievce             | 285      | 9,1            | 31,48    | 187     | 991 22 (pošta Bušince)             | SK032A516198     | Modifica les dades a Wikidata |
|       | Malý Krtíš               | 465      | 5,4            | 86,04    | 173     | 990 01 (pošta Veľký Krtíš)         | SK032A558192     | Modifica les dades a Wikidata |
|       | Modrý Kameň              | 1.630    | 19,6           | 82,98    | 250     | 992 01                             | SK032A516210     | Modifica les dades a Wikidata |
|       | Muľa                     | 353      | 12,3           | 28,76    | 219     | 991 22 (pošta Bušince)             | SK032A516228     | Modifica les dades a Wikidata |
|       | Nenince                  | 1.261    | 13,5           | 93,58    | 170     | 991 26                             | SK032A516236     | Modifica les dades a Wikidata |
|       | Nová Ves                 | 466      | 8,5            | 54,85    | 164     | 991 05 (pošta Sklabiná)            | SK032A516244     | Modifica les dades a Wikidata |
|       | Obeckov                  | 433      | 10,9           | 39,78    | 170     | 991 05 (pošta Sklabiná)            | SK032A516252     | Modifica les dades a Wikidata |
|       | Olováry                  | 257      | 18,6           | 13,8     | 190     | 991 22 (pošta Bušince)             | SK032A516261     | Modifica les dades a Wikidata |
|       | Opatovská Nová Ves       | 626      | 9,2            | 68,38    | 154     | 991 07 (pošta Slovenské Ďarmoty)   | SK032A516279     | Modifica les dades a Wikidata |
|       | Opava                    | 110      | 11,8           | 9,35     | 400     | 991 25 (pošta Čebovce)             | SK032A516287     | Modifica les dades a Wikidata |
|       | Pravica                  | 117      | 9,1            | 12,86    | 356     | 991 21 (pošta Závada)              | SK032A516309     | Modifica les dades a Wikidata |
|       | Príbelce                 | 569      | 27,2           | 20,92    | 269     | 991 25 (pošta Čebovce)             | SK032A516317     | Modifica les dades a Wikidata |
|       | Pôtor                    | 747      | 19,3           | 38,76    | 206     | 991 03                             | SK032A516295     | Modifica les dades a Wikidata |
|       | Senné (Banská Bystrica)  | 194      | 15,9           | 12,21    | 268     | 991 01                             | SK032A516368     | Modifica les dades a Wikidata |
|       | Sečianky                 | 333      | 7,8            | 42,42    | 166     | 991 10 (pošta Veľká Ves nad Ipľom) | SK032A516333     | Modifica les dades a Wikidata |
|       | Seľany                   | 140      | 7,6            | 18,39    | 213     | 991 27 (pošta Kamenné Kosihy)      | SK032A516341     | Modifica les dades a Wikidata |
|       | Sklabiná                 | 912      | 9,9            | 92,27    | 161     | 991 05                             | SK032A516376     | Modifica les dades a Wikidata |
|       | Slovenské Kľačany        | 176      | 9,1            | 19,26    | 200     | 991 02 (pošta Dolná Strehová)      | SK032A516392     | Modifica les dades a Wikidata |
|       | Slovenské Ďarmoty        | 500      | 10             | 49,8     | 142     | 991 07                             | SK032A516384     | Modifica les dades a Wikidata |
|       | Stredné Plachtince       | 599      | 20,9           | 28,68    | 225     | 991 24 (pošta Dolné Plachtince)    | SK032A516406     | Modifica les dades a Wikidata |
|       | Sucháň                   | 259      | 16,3           | 15,86    | 493     | 991 35 (pošta Dačov Lom)           | SK032A516414     | Modifica les dades a Wikidata |
|       | Suché Brezovo            | 77       | 11,5           | 6,71     | 404     | 991 03 (pošta Pôtor)               | SK032A516422     | Modifica les dades a Wikidata |
|       | Trebušovce               | 157      | 9,5            | 16,56    | 163     | 991 27 (pošta Kamenné Kosihy)      | SK032A516457     | Modifica les dades a Wikidata |
|       | Veľká Ves nad Ipľom      | 433      | 9,2            | 47,02    | 134     | 991 10                             | SK032A516473     | Modifica les dades a Wikidata |
|       | Veľká Čalomija           | 579      | 8,9            | 65,07    | 142     | 991 09                             | SK032A516465     | Modifica les dades a Wikidata |
|       | Veľké Straciny           | 173      | 6,3            | 27,56    | 210     | 990 01 (pošta Veľký Krtíš)         | SK032A558214     | Modifica les dades a Wikidata |
|       | Veľké Zlievce            | 470      | 16,3           | 28,83    | 210     | 991 23                             | SK032A516490     | Modifica les dades a Wikidata |
|       | Veľký Krtíš              | 10.274   | 15             | 683,54   | 200     | 990 01                             | SK032A515850     | Modifica les dades a Wikidata |
|       | Veľký Lom                | 132      | 10,6           | 12,41    | 424     | 991 03 (pošta Pôtor)               | SK032A516503     | Modifica les dades a Wikidata |
|       | Vieska                   | 188      | 3,3            | 56,76    | 188     | 991 02 (pošta Dolná Strehová)      | SK032A516511     | Modifica les dades a Wikidata |
|       | Vinica                   | 1.748    | 30,8           | 56,83    | 164     | 991 28                             | SK032A516520     | Modifica les dades a Wikidata |
|       | Vrbovka                  | 315      | 10,6           | 29,73    | 151     | 991 06 (pošta Želovce)             | SK032A516538     | Modifica les dades a Wikidata |
|       | Zombor                   | 144      | 3,3            | 43,76    | 181     | 991 22 (pošta Bušince)             | SK032A516562     | Modifica les dades a Wikidata |
|       | Záhorce                  | 633      | 18             | 35,21    | 154     | 991 06 (pošta Želovce)             | SK032A516546     | Modifica les dades a Wikidata |
|       | Závada (Banská Bystrica) | 392      | 9,6            | 40,79    | 220     | 991 21                             | SK032A516554     | Modifica les dades a Wikidata |
|       | Čebovce                  | 1.009    | 16,2           | 62,24    | 215     | 991 25                             | SK032A515906     | Modifica les dades a Wikidata |
|       | Čelovce                  | 418      | 36,8           | 11,35    | 346     | 991 41                             | SK032A515922     | Modifica les dades a Wikidata |
|       | Čeláre                   | 512      | 12,5           | 41,01    | 154     | 991 22 (pošta Bušince)             | SK032A515914     | Modifica les dades a Wikidata |
|       | Červeňany                | 41       | 6,8            | 6,07     | 339     | 991 01 (pošta Senné)               | SK032A515931     | Modifica les dades a Wikidata |
|       | Ďurkovce                 | 112      | 4,9            | 22,71    | 184     | 991 27 (pošta Kamenné Kosihy)      | SK032A515990     | Modifica les dades a Wikidata |
|       | Ľuboriečka               | 150      | 11,7           | 12,87    | 230     | 991 02 (pošta Dolná Strehová)      | SK032A516163     | Modifica les dades a Wikidata |
|       | Širákov                  | 181      | 7,1            | 25,44    | 196     | 991 27 (pošta Kamenné Kosihy)      | SK032A516431     | Modifica les dades a Wikidata |
|       | Šuľa                     | 73       | 11,2           | 6,49     | 284     | 991 01 (pošta Senné)               | SK032A516449     | Modifica les dades a Wikidata |
|       | Želovce                  | 1.154    | 18,8           | 61,52    | 156     | 991 06                             | SK032A516571     | Modifica les dades a Wikidata |